# Eric van de Poele
Eric van de Poele (1961. szeptember 30. –) belga autóversenyző, a Spa-i 24 órás verseny ötszörös győztese.

## Pályafutása
1985-ben megnyerte a Formula Ford 1600 Benelux-sorozatot, 1987-ben pedig a német túraautó-bajnokság, valamint a Spa-i 24 órás verseny győztese volt.
1988-ban a túraautó-Európa-bajnokságon szerepelt. Két futamgyőzelmet szerzett, és végül ötödik lett a pontversenyben. A következő két évben a nemzetközi Formula–3000-es széria versenyein indult. Az 1989-es szezont ötödikként zárta, majd a 90-es idényben második lett Érik Comas mögött.

### Formula–1
1991-ben a Formula–1-es világbajnokságon szereplő Modena-istálló versenyzője lett. Az egész szezonban mindössze egyszer, a San Marinó-i nagydíjon tudta magát kvalifikálni a futamra. Csapattársának, Nicola Larininek ez négy alkalommal sikerült az évben. Eric az esős San Marinó-i futamon, kevéssel a leintés előtt még az ötödik helyen állt. Az utolsó körben kifogyott az üzemanyag az autójából, és nem tudott áthaladni a célvonalon.
Az 1992-es szezonban tíz versenyen a Brabham, majd hármon a Fondmetal csapatával indult. Ebben az évben négy futamra kvalifikálta magát, azonban pontot ezúttal sem szerzett.

### Formula–1 után
1993 óta különböző nemzeti és nemzetközi túraautó-bajnokságban vett részt, valamint rajthoz állt több Le Mans-széria versenyén is. Jelenleg is aktív. 2010-ben második lett a belga túraautó-bajnokságban.

## Sikerei
- Német túraautó-bajnokság
  - Bajnok: 1987
- Sebringi 12 órás autóverseny
  - Győztes: 1995, 1996
- Spa-i 24 órás autóverseny
  - Győztes: 1987, 1998, 2005, 2006, 2008
- Petit Le Mans
  - Győztes: 1998

## Eredményei
Teljes Formula–1-es eredménylistája
(Táblázat értelmezése)

(Félkövér: pole-pozícióból indult; dőlt: leggyorsabb kört futott) 

| Év   | Csapat                        | Modell         | Motor           | 1       | 2       | 3      | 4       | 5       | 6       | 7       | 8       | 9      | 10     | 11     | 12     | 13     | 14     | 15     | 16     | Helyezés | Pont |
| ---- | ----------------------------- | -------------- | --------------- | ------- | ------- | ------ | ------- | ------- | ------- | ------- | ------- | ------ | ------ | ------ | ------ | ------ | ------ | ------ | ------ | -------- | ---- |
| 1991 | Modena Team SpA               | Lambo 291      | Lamborghini V12 | USA NeK | BRA NeK | SMR 9  | MON NeK | CAN NeK | MEX NeK | FRA NeK | GBR NeK | GER Nk | HUN Nk | BEL Nk | ITA Nk | POR Nk | ESP Nk | JPN Nk | AUS Nk | -        | 0    |
| 1992 | Motor Racing Developments Ltd | Brabham BT60B  | Judd V10        | RSA 13  | MEX Nk  | BRA Nk | ESP Nk  | SMR Nk  | MON Nk  | CAN Nk  | FRA Nk  | GBR Nk | GER Nk |        |        |        |        |        |        | -        | 0    |
| 1992 | Fondmetal                     | Fondmetal GR02 | Ford V8         |         |         |        |         |         |         |         |         |        |        | HUN Ki | BEL 10 | ITA Ki | POR    | JPN    | AUS    | -        | 0    |

Le Mans-i 24 órás autóverseny
| Év   | Csapat                    | Autó                   | Csapattárs       | Csapattárs       | Helyezés | Kiesés oka |
| ---- | ------------------------- | ---------------------- | ---------------- | ---------------- | -------- | ---------- |
| 1992 | Peugeot Talbot Sport      | Peugeot 905 Evo 1B     | Karl Wendlinger  | Alain Ferté      | Kiesett  | Motorhiba  |
| 1994 | Clayton Cunningham Racing | Nissan 300ZX           | Paul Gentilozzi  | Shunji Kasuya    | Kiesett  | ?          |
| 1996 | Racing for Belgium        | Ferrari 333SP          | Marc Goossens    | Eric Bachelart   | Kiesett  | baleset    |
| 1997 | Nissan Motorsport         | Nissan R390 GT1        | Riccardo Patrese | Szuzuki Aguri    | Kiesett  | Olajpumpa  |
| 1998 | Doyle Risi Racing         | Ferrari 333SP          | Wayne Taylor     | Fermín Velez     | 8.       |            |
| 2000 | Team Cadillac             | Cadillac Northstar LMP | Wayne Taylor     | Max Angelelli    | 22.      |            |
| 2001 | Team Bentley              | Bentley EXP Speed 8    | Andy Wallace     | Butch Leitzinger | 3.       |            |
| 2002 | Team Bentley              | Bentley EXP Speed 8    | Andy Wallace     | Butch Leitzinger | 4.       |            |
| 2008 | Risi Competizione         | Ferrari F430GT2        | Nic Jonsson      | Tracy Krohn      | Kiesett  | Baleset    |
| 2009 | Risi Competizione         | Ferrari F430GT2        | Nic Jonsson      | Tracy Krohn      | 22.      |            |
| 2010 | Risi Competizione         | Ferrari F430GT2        | Nic Jonsson      | Tracy Krohn      | Kiesett  |            |

## Magánélete
Nős, felesége Nadine. Öt gyermeke van: Alexis, Kelly, Nicolas, Diego és Luana.